# Центр релігієзнавчих досліджень та міжнародних духовних стосунків
Центр релігієзнавчих досліджень та міжнародних духовних стосунків — є громадською організацією дослідницької спрямованості, що об'єднує осіб, які займаються проведенням наукових релігієзнавчих досліджень як в Україні, так і за кордоном і встановлюють постійно діючі внутрішні та міжнародні наукові, культурні та духовні контакти та зв'язки, а також інших фахівців для досягнення мети і завдань Центру.
Центр розпочав свою діяльність у 90-х роках XX століття як об'єднання людей, які зацікавлені у вивченні широкого спектра дисциплін — культурології, релігієзнавства, філософії, історії, етнології, антропології тощо.
За історію свого існування Центр певною мірою змінював свою команду, але завжди мав дві константи:
1. діяльність Центру не припинялась,
2. головою і лідером Центру завжди був і залишається Ігор Анатолійович Козловський.

З початку 2000-х років склад Правління Центру залишається майже незмінним.
Центр має статус юридичної особи.

## Мета і завдання
Основною метою діяльності Центру є проведення наукових релігієзнавчих досліджень як в Україні, так і за кордоном і встановлення постійно діючих внутрішніх та міжнародних наукових, культурних та духовних контактів та зв'язків.

## Історія і діяльність
Центр релігієзнавчих досліджень та міжнародних духовних стосунків був створений Козловським Ігорем Анатолійовичем на базі Державного університету інформатики і штучного інтелекту у 1997 році. Центр здебільшого об'єднував релігієзнавців, які були викладачами або студентами факультету філософії і релігієзнавства (ФіР) і мав назву Центр релігієзнавчих досліджень та міжнародних духовних стосунків Державного університету інформатики і штучного інтелекту (ЦРДМДС ДУІіШІ). Проте, після розформування факультету філософії і релігієзнавства у 2010 році, Центр був також ліквідований як структурна одиниця університету і відтоді існує відокремлено, пройшовши процедуру офіційної реєстрації як громадська організація.

## Члени організації
1. Козловський Ігор Анатолійович
2. Луковенко Ілля Геннадійович — Віце-президент, відповідальний за організацію науково-дослідної роботи і проведення конференцій
3. Іванченко Валерія Ігорівна — Віце-президент, відповідальна за зв'язки з науковими інституціями та громадськістю
4. Бородіна Вікторія Віталіївна — Віце-президент, відповідальна за видавничу діяльність та контроль за роботою центру
5. Алексєєва Ліля Іванівна — Виконавчий директор, відповідальна за поточну діяльність і зв'язки з засобами масової інформації
6. Ісмагілов Сергій Валерійович — керівник відділення ісламознавчих досліджень, відповідальний за проекти з ісламознавства
7. Гераськов Сергій Валерійович — керівник відділення японознавчих досліджень, відповідальний за проекти з японознавства
8. Савченко Олексій Анатолійович — керівник відділення буддологічних досліджень, відповідальний за проекти з буддології
9. Іванченко Анатолій Сергійович — к.філософ. н., керівник експертно-консультативної групи
10. Косенко Ганна Олександрівна — керівник релігієзнавчо-музикознавчих проектів
11. Скубко Олена Володимирівна — керівник проектів з гендерних досліджень у релігієзнавстві
12. Бєліков Олександр Володимирович — к.і.н.
13. Бєлікова Наталя Юріївна — к.і.н.
14. Гарбузенко Каріна Анатоліївна
15. Губарєв Віктор Кімович — к.і.н.
16. Дмитрієва Наталя Анатоліївна — к.філ.н.
17. Єрошенко Тетяна Вікторівна
18. Золотаренко Олексій — відповідальний за проекти, пов'язані з дослідженням співвідношення національного та релігійного
19. Іващенко Олександр Віталійович — учасник проектів з іудаїки
20. Казанська Олена Євгенівна — відповідальна за моніторинг засобів масової інформації стосовно релігійної та релігієзнавчої тематики
21. Козловська Тетяна Сергіївна
22. Козловський Олександр Ігорович
23. Мітченко Олена Сергіївна
24. Пархоменко Ганна Костянтинівна
25. Пашкова Надія Валеріївна
26. Пащенко Ольга — спецкор по Швейцарії
27. Халіков Руслан Халікович — к.філос.н., керівник відділення езотериологічних досліджень, відповідальний за проекти з езотериології

Значна частина команди є водночас членами Донецького обласного осередку Української асоціації релігієзнавців